# Frossa
För filmen Frossa, se Frossa (Film)
Frossa är ett motoriskt, ofrivilligt tillstånd av att musklerna dras samman och vibrerar, och består i en längre sammanhängande period av rysningar. Det kan antingen bero på att miljön är kylig eller vara ett medicinskt symtom på feber.
Frossa är en viktig funktion i termoregleringen och en naturlig reaktion vid hypotermi; vid frossa ökar kroppstemperaturen eftersom kroppen sätts i rörelse. Om kroppstemperaturen sjunker för att miljön är kall börjar kroppen skaka och darra för att öka värmen.
Frossa kan också uppkomma vid feber, vilket beror på uppfattningen om kroppstemperaturen.